# 徳永玲子の絵本の時間 おはなしマラソン
『徳永玲子の絵本の時間 おはなしマラソン』（とくながれいこのえほんのじかん・おはなしマラソン）は、2004年9月30日から2018年4月1日まで九州朝日放送（KBCラジオ）で放送していた絵本の朗読番組。
福岡県を中心にローカルタレント・舞台女優などとして活動している徳永玲子が、子供たちにぜひ読み聞かせ・語り継いでいきたい絵本を毎回1篇ずつ選んで朗読する。
福岡県内の書店には、この番組で取り上げた絵本を特集するコーナーが設置されている。

## 放送時間
- KBCラジオでは日曜9:14～9:24に放送。
- 現在は上記時間で放送、「小柳有紀の朝はのんびり」内に内包されている。放送時間は進行内容で2～3分前後する。
  - 2013年3月までは、毎週金曜日、土曜日とも10:35ごろから放送。金曜日は『ブギウギラジオ→9ヂカラ』、土曜日は徳永の冠ワイド番組『土曜の朝は玲子におまかせ→絵本の時間 おはなしマラソン』の枠内で放送していた。
  - 2005年9月までは、木曜日にも放送していた。
- MBCラジオでは土曜日は9:40、日曜日は10:05から放送していたが、2013年3月に終了。